# Laurent Cabannes
Pour les articles homonymes, voir Cabannes.
Pas d'image ? Cliquez ici

a Compétitions nationales et continentales officielles uniquement.

b Matchs officiels uniquement.
Laurent Cabannes, né le 6 février 1964 à Reims, est un ancien joueur de rugby à XV international français. Il évoluait au poste de troisième ligne aile.

## Biographie
Formé à la Section paloise, Laurent Cabannes, remporte le challenge Gaudermen avec les sectionnistes. Après quatre saisons en équipe première, il signe au Racing CF en 1986. Il a joué au très haut niveau, malgré un genou soumis à rude épreuve. Il est un des plus grands flankers qu'a connu le XV de France[Selon qui ?].
À l'automne 1988, il est victime d'un grave accident de la route et on le croit alors perdu pour le rugby.
Revenu à la compétition lors des phases finales, il devient champion de France en 1990, après avoir battu successivement Grenoble en quart sur un essai refusé à tort aux alpins,, le Stade toulousain 21-14 comme 3 ans plus tôt en demi-finale puis le SU Agen en finale (22-12 après prolongations).
Le Racing était alors emmené par une génération exceptionnelle avec notamment Franck Mesnel, Jean-Baptiste Lafond, Philippe Guillard, Laurent Bénézech ou Éric Blanc.
Le 27 octobre 1990, il joue avec les Barbarians français contre la Nouvelle-Zélande à Agen. Les Baa-Baas s'inclinent 13 à 23.
Il a honoré sa première cape le 10 novembre 1990 lors d'un test match contre la Nouvelle-Zélande.
En 1995, il participe à la Currie Cup avec Western Province, à la suite de la Coupe du monde en Afrique du Sud de l'équipe de France (ainsi que Thierry Lacroix et Olivier Roumat).
Au début des années 2000, il est consultant pour Canal+. Il met un terme à cette collaboration en mai 2002 à la suite de désaccords avec Éric Bayle, responsable du rugby à la chaîne cryptée.

## Carrière

### En clubs
- Section paloise
- Racing club de France
- Western Province
- Harlequins
- Richmond Football Club

### En équipe nationale
- 49 sélections en équipe de France entre 1987 et 1997 : 1 en 1990, 10 en 1991, 8 en 1992, 7 en 1993, 5 en 1994, 10 en 1995, 4 en 1996, 4 en 1997
- 2 essais (8 points)
- Coupe du monde : 1991,1995
- Tournoi des cinq nations : 1991, 1992, 1993, 1994, 1995, 1996

## Statistiques

### Tournoi des Cinq Nations
| Édition           | Rang | Résultats France | Résultats Cabannes | Matchs Cabannes |
| ----------------- | ---- | ---------------- | ------------------ | --------------- |
| Cinq Nations 1991 | 2    | 3 v, 0 n, 1 d    | 3 v, 0 n, 1 d      | 4/4             |
| Cinq Nations 1992 | 2    | 2 v, 0 n, 2 d    | 2 v, 0 n, 2 d      | 4/4             |
| Cinq Nations 1993 | 1    | 3 v, 0 n, 1 d    | 3 v, 0 n, 1 d      | 4/4             |
| Cinq Nations 1994 | 3    | 2 v, 0 n, 2 d    | 1 v, 0 n, 1 d      | 2/4             |
| Cinq Nations 1995 | 3    | 2 v, 0 n, 2 d    | 1 v, 0 n, 2 d      | 3/4             |
| Cinq Nations 1996 | 3    | 2 v, 0 n, 2 d    | 2 v, 0 n, 2 d      | 4/4             |

Légende : v = victoire ; n = match nul ; d = défaite ; la ligne est en gras quand il y a Grand Chelem.

### Coupe du monde
| Édition             | Rang               | Résultats France | Résultats Cabannes | Matchs Cabannes |
| ------------------- | ------------------ | ---------------- | ------------------ | --------------- |
| Royaume-Uni 1991    | Quart-de-finaliste | 3 v, 0 n, 1 d    | 3 v, 0 n, 1 d      | 4/4             |
| Afrique du Sud 1995 | Troisième          | 5 v, 0 n, 1 d    | 5 v, 0 n, 1 d      | 6/6             |

Légende : v = victoire ; n = match nul ; d = défaite.

## Palmarès

### En club
- Vainqueur du challenge Gaudermen en cadet : 1981 avec la Section paloise[7]
- Champion de France (1) : 1990 avec le Racing club de France
- Finaliste du Championnat de France (1) : 1987 avec le Racing club de France

### En équipe nationale
- 3e de la Coupe du monde en 1995
- Vainqueur du Tournoi des cinq nations en 1993